# Hotel Habana Libre

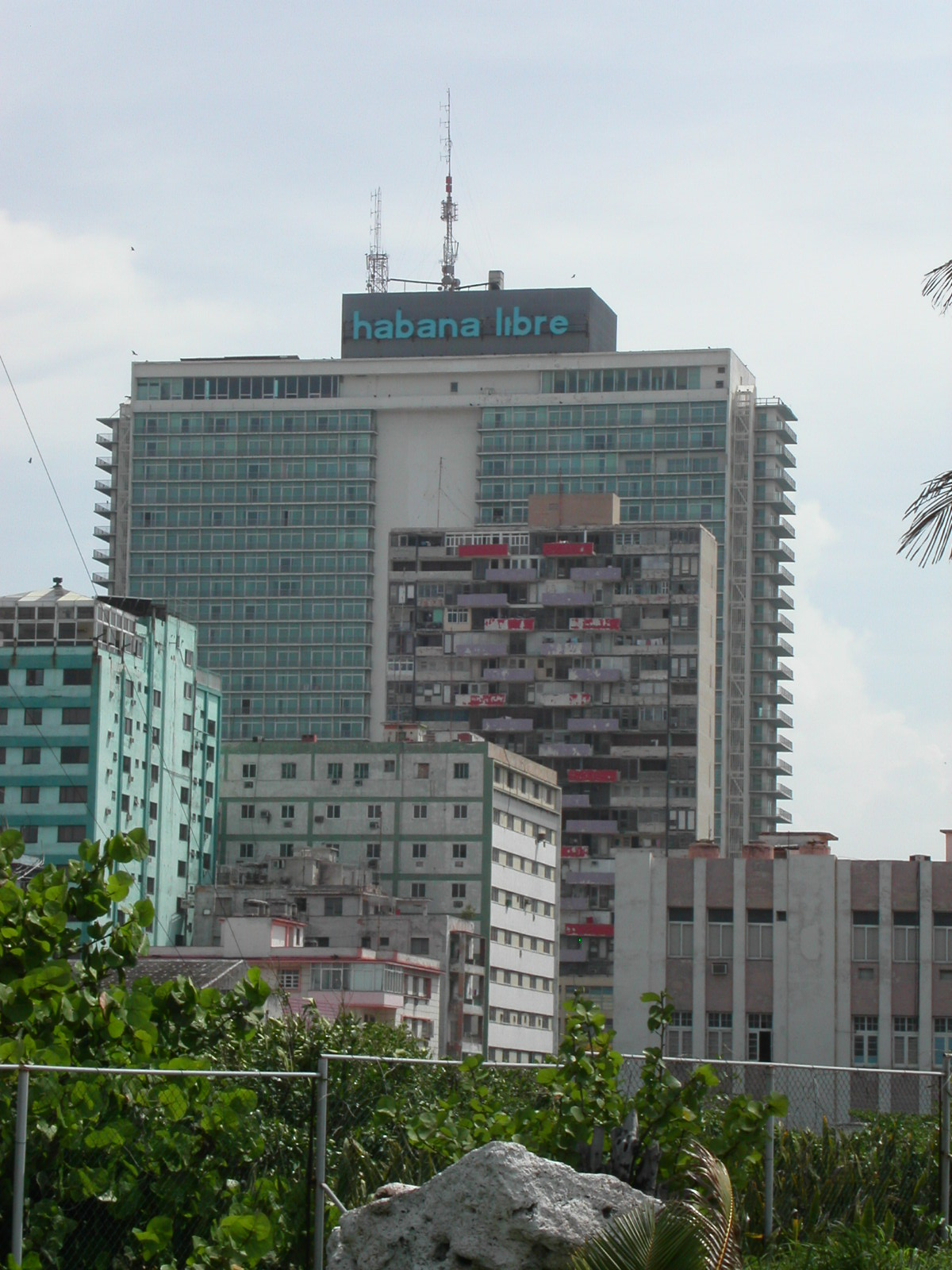
Hotel Habana Libre

Das Hotel Habana Libre war vor der Eröffnung des Playa Pescadero das größte Hotel Kubas. Es befindet sich an der Rampa im Stadtteil Vedado der Hauptstadt Havanna. Als Havana Hilton wurde es im März 1958 – wie jedes zu seinen Lebzeiten erbaute Hotel der Kette – von Conrad Hilton eröffnet, dem Gründer der Hilton-Gruppe. Es wurde im Oktober 1960 durch die Regierung unter Fidel Castro verstaatlicht und kurz nach der Revolution auch als Hauptquartier genutzt. Seit 1996 wird es von der spanischen Meliá-Gruppe unter dem Namen Tryp Habana Libre betrieben.
Im Jahr 2025 gilt das Hotel als ziemlich heruntergekommen. Viele Zimmer mussten geschlossen werden. Die anderen befinden sich weitgehend in schlechtem Zustand.

## Galerie

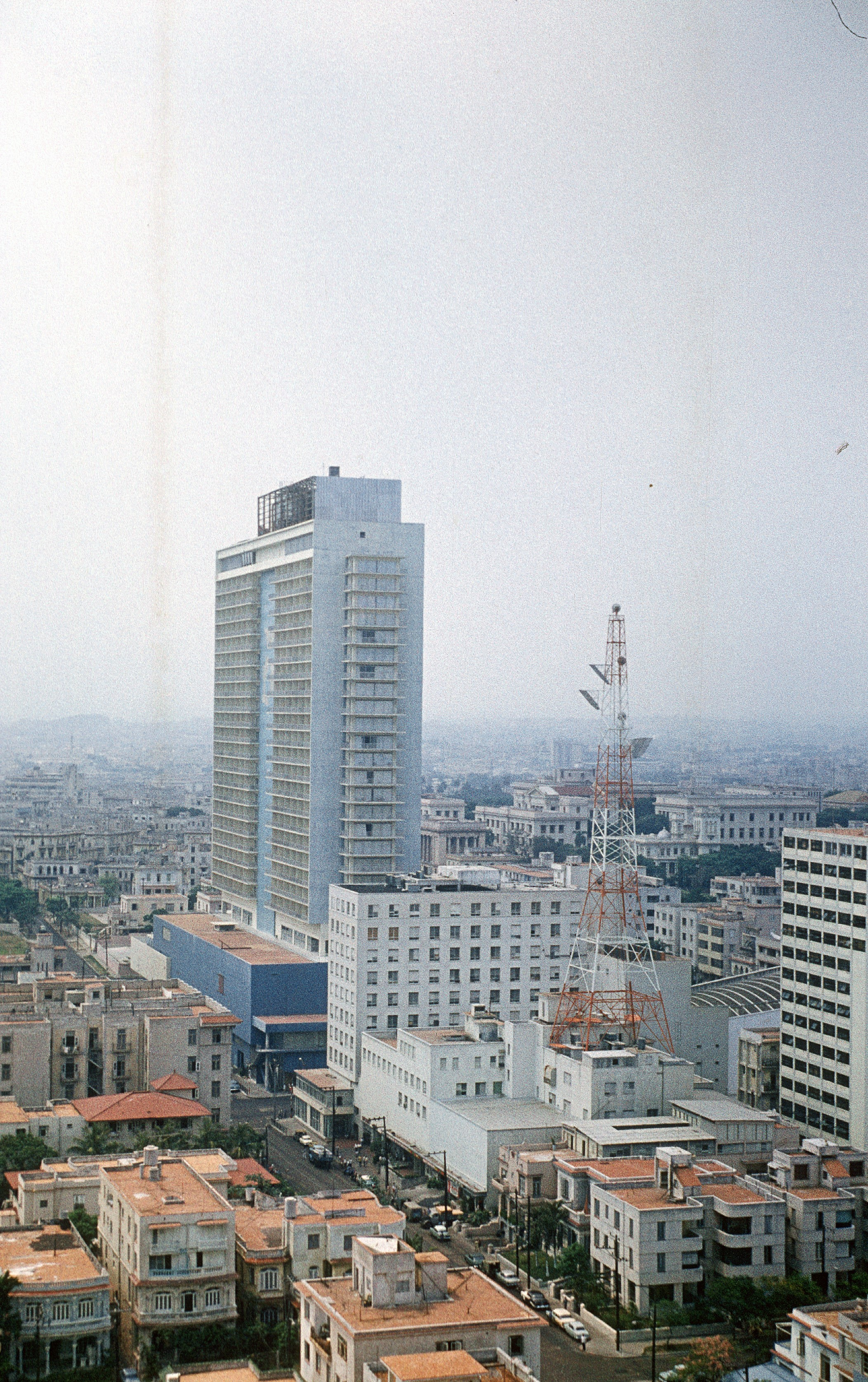
Hotel Habana Libre, 1973
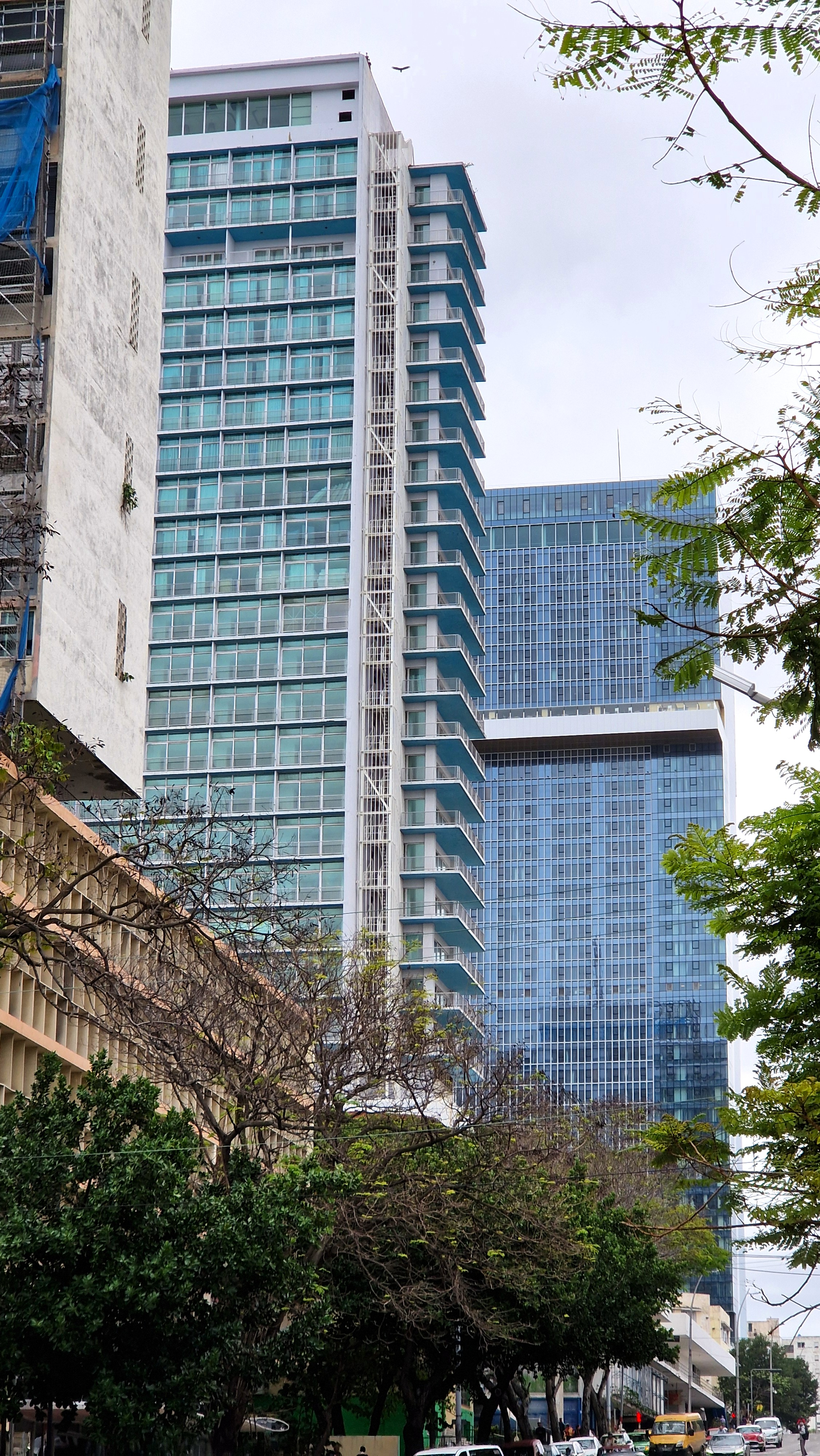
Das Habana Libre mit dem Neubau Hotel Torre K, 2025
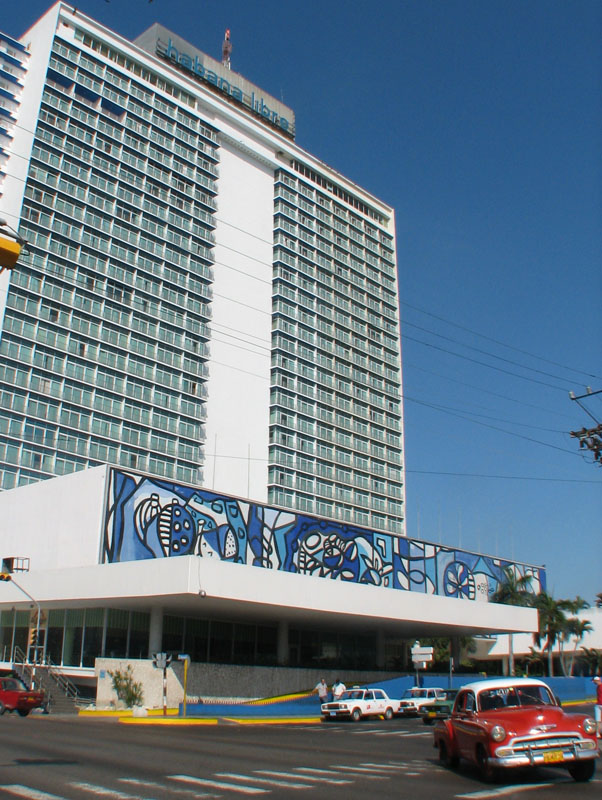
Die restaurierte Amelia-Peláez-Mauer über dem Haupteingang
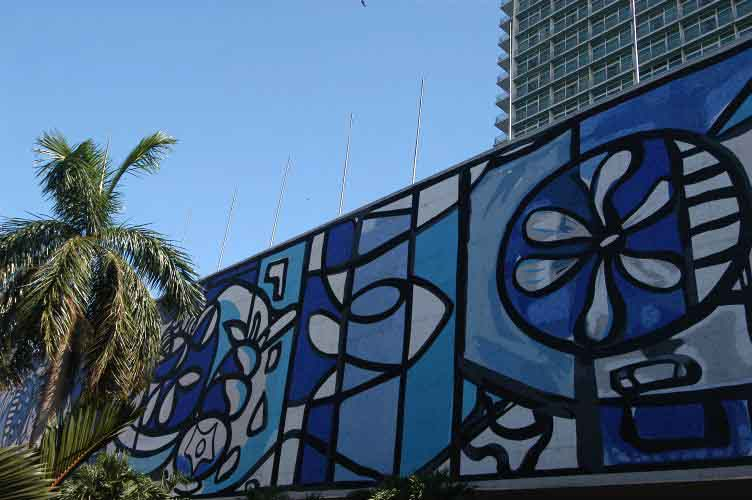
Amelia-Peláez-Mauer über dem Haupteingang, Detailansicht
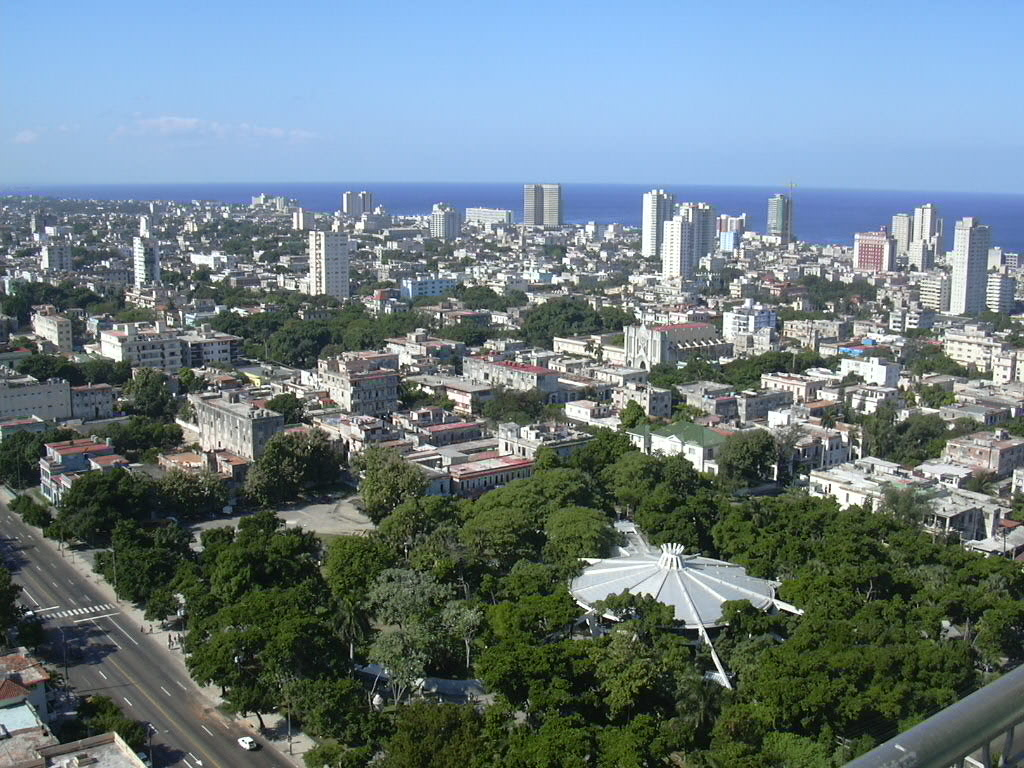
Ausblick vom Hotel auf das Vedado-Viertel